# ハリー・ホプキンス

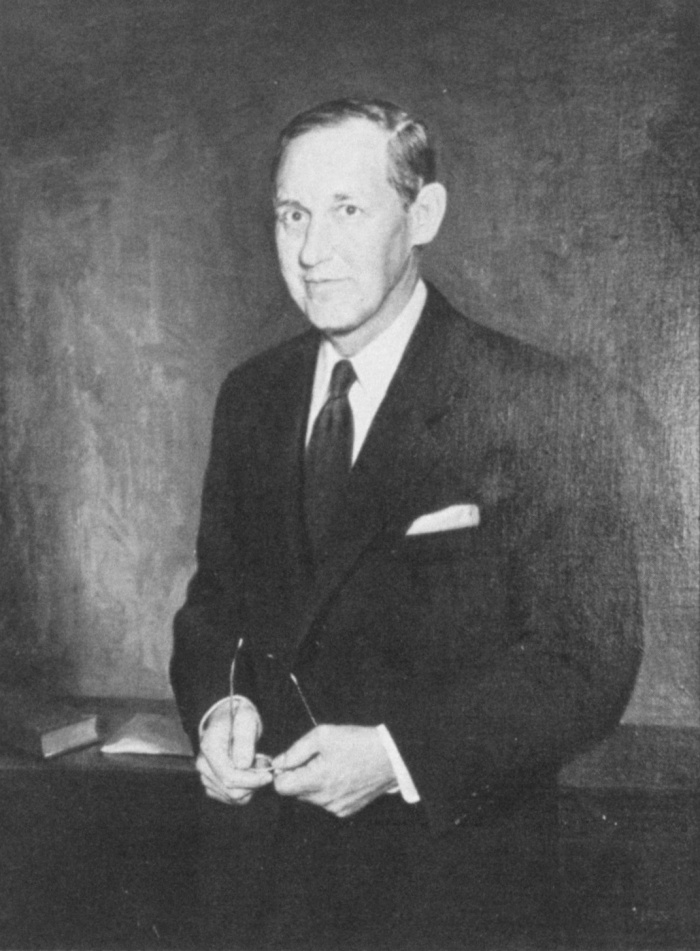
ハリー・ホプキンス

ハリー・ロイド・ホプキンス（Harry Lloyd Hopkins、1890年8月17日 - 1946年1月29日）は、アメリカ合衆国の政治家。
フランクリン・ルーズベルト大統領の側近で、商務長官（1938 - 1940年）を務めた。ニューディール政策においては、公共事業促進局を拠点に失業者の救済プログラムの作成を行った。また、第二次世界大戦中はルーズベルトの外交顧問としてレンドリース法の策定をはじめ、アメリカ合衆国の戦時戦略の遂行に重要な役割を担った人物である。

## 略歴
アイオワ州生まれ。1912年、グリネル大学卒業。ニューヨーク市の児童福祉局、アメリカ赤十字、ニューヨーク貧困状態改善協会 (the New York Association for Improving the Condition of the Poor: AICP) や結核協会 (the New York Tuberculosis Association) などで社会福祉・公衆衛生政策の策定や運営に携わる。
1930年代に入り、緊急救済局 (TERA) での働きが当時ニューヨーク州知事を務めていたルーズベルトの目に留まり、ルーズベルトとの親交が深め、彼の側近としての地位を築いていった。ルーズベルトの大統領就任とともに、ワシントンD.C.で政界入りし、連邦緊急救済局や公共事業促進局長官として失業者対策を中心にニューディール政策の実施に尽力した。1938年から1940年まで商務長官を務めた。
第二次世界大戦が勃発すると、ホプキンスはルーズベルトの非公式な特使（その言動を議会や合衆国憲法に規制されない、大統領直属の非合法工作員ともいうべき立場）として、カイロ会談、テヘラン会談、ヤルタ会談に同行し、チャーチルやスターリンら連合国首脳との調整役として活躍した。なお、大戦中にソビエト連邦要人と頻繁に接触していたため（世界最大級の資本主義国家の要人でありながら、些細なスパイ嫌疑で自国民すら大量処刑していたソビエト政府に期待と信頼を寄せられるという不可解な立場にあった事を意味する）、いかなる経緯でこれほどまでにソ連側の信頼を得るに至ったのかという疑惑がホプキンスに対して向けられた。
さらに、彼がルーズベルト時代に推し進めた外交政策の多くがソ連による共産圏の維持と拡大への支援となっていたという事実に照らして、実はソ連のスパイではなかったのか、あるいは世界を資本主義と共産主義に分割して冷戦を演出しようとしていた何者かの工作員だったのではと噂されるまでに至っており、アメリカ陸軍のジョージ・ジョーダン少佐から「アメリカの最高機密であった原爆情報をスターリンに届けていた」と著作 (From Major Jordan's diaries) の中で告発されるなど、その背後事情や真偽に関して様々な論争がある。
1946年1月29日、ニューヨーク市で胃癌のため死去。

## 関連文献
- ロバート・シャーウッド『ルーズヴェルトとホプキンズ』村上光彦訳、新版・未知谷、2015年
- ジョン・アール・ヘインズ、ハーヴェイ・クレア『ヴェノナ――解読されたソ連の暗号とスパイ活動』

中西輝政監訳、山添博史・佐々木太郎・金自成訳、新版・扶桑社、2019年